# Банськобистрицький край
Банськоби́стрицький край (словац. Banskobystrický kraj) — адміністративна одиниця (словац. správny celok) та один з восьми країв Словаччини з адміністративним центром у місті Банська Бистриця. Розташований у південній частині центральної Словаччини. На півночі межує з Жилінським краєм, на північному сході з Пряшівським краєм, на сході з Кошицьким краєм, на півдні з Угорщиною, на заході з Нітранським краєм, на північному заході з Тренчинським краєм.
Площа краю становить 9 454,8 км², на якій проживає 652 218 осіб (2010), (657 119 осіб 2005). Середня щільність населення становить 68,98 осіб/км².

## Адміністративно-територіальний поділ

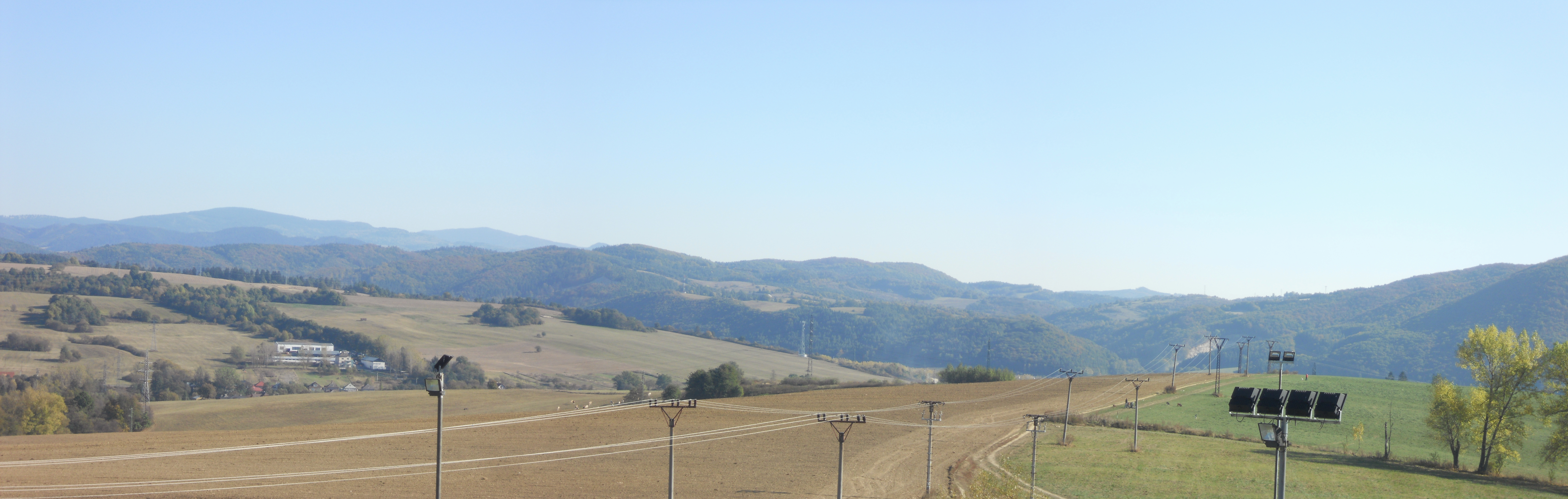
Банськобистрицький край

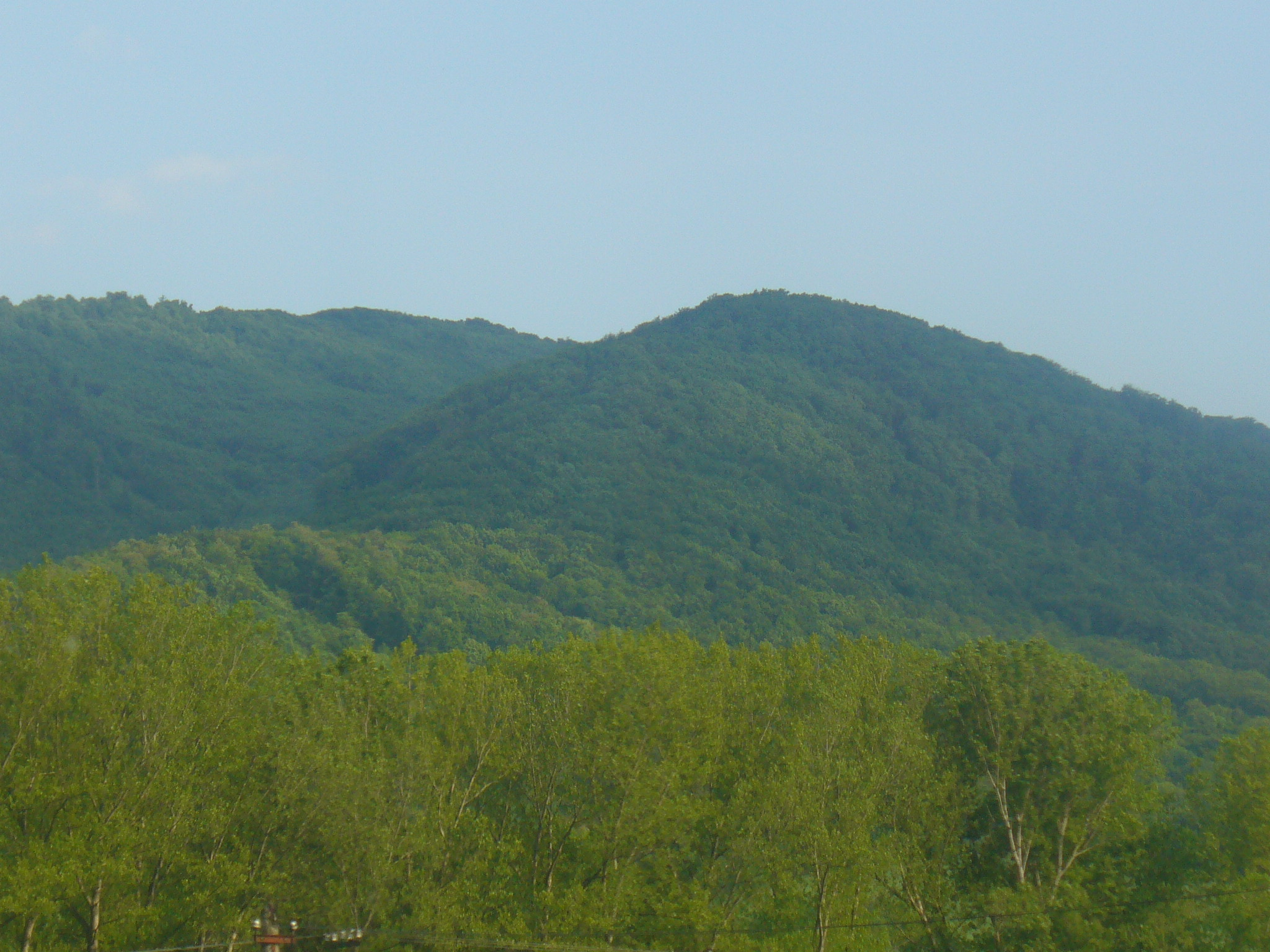
Штявницькі гори

Адміністративний центр краю — місто Банська Бистриця.

### Окреси (округи) краю
Банськобистрицький край складається з 13 округів (словац. okresov; районів):
- Банська Бистриця (округ)
- Банська Штявниця (округ)
- Брезно (округ)
- Вельки Кртіш (округ)
- Детва (округ)
- Жарновиця (округ)
- Ж'яр-над-Гроном (округ)
- Зволен (округ)
- Крупіна (округ)
- Лученець (округ)
- Полтар (округ)
- Ревуця (округ)
- Рімавська Собота (округ)

### Населені пункти
У складі Банськобистрицького краю знаходиться 540 населених пунктів (громад, словац. obec), в тому числі 24 міст (міських громад): Банська Бистриця, Банська Штявниця (Банська Штьявниця, Банска Штьявниця, Банска Штіавніца), Брезно, Вельки Кртіш, Гнуштя, Дудінце, Детва, Єлшава, Жарновіца, Ж'яр-над-Гроном (Жьяр-над-Гроном, Жіар-над-Гроном), Зволен, Кремніца, Крупіна, Лученец (Лученєц), Модри Камень, Нова Баня, Полтар, Ревуца, Рімавска Собота (Рімавська Собота), Сляч (Сліач), Тісовец, Торналя, Філяково.

## Україно-русинськагромада
- Брезно (округ)

## Населення
| Рік:            | 1994.   | 2004.   | 2014.   | 2024.   |
| --------------- | ------- | ------- | ------- | ------- |
| Кількість осіб: | 664 072 | 658 368 | 655 359 | 611 124 |
| Різниця:        |         | -0,85 % | -0,45 % | -6,74 % |

| Рік:            | 2023.   | 2024.   |
| --------------- | ------- | ------- |
| Кількість осіб: | 614 356 | 611 124 |
| Різниця:        |         | -0,52 % |

### Статистичні дані (2001)

#### Національний склад
- словаки 83,7 %
- угорці 11,7 %
- роми 2,3 %
- інші 2,3 %

#### Конфесійний склад
- римо-католики 62,4 %
- лютерани 13,0 %
- реформати 1,8 %
- атеїсти 16,8 %

## Географія
Розташовані Кунешовські пагорби і Крупінська полонина.